# Crenimugil
Genre
Crenimugil est un genre de poissons marins appartenant à la famille des Mugilidae.

## Liste des espèces
Selon FishBase (24 février 2021) et World Register of Marine Species (24 février 2021) :
- Crenimugil buchanani (Bleeker, 1853)
- Crenimugil crenilabis (Forsskål, 1775)
- Crenimugil heterocheilos (Bleeker, 1855)
- Crenimugil seheli (Fabricius, 1775)